# Koki Sugimori
Koki Sugimori (født 5. april 1997) er en japansk fodboldspiller, som spiller for den japanske fodboldklub Nagoya Grampus.